# Ал-Анам
Сура Ал-Анам (на арабски: سورة الأنعام), „Добитъкът“, е шестата сура от Корана и се състои от 165 аята. Низпослана е в Мека с изключение на знамения 20, 23, 91, 93, 114, 141, 151, 152 и 153, които са медински. В сурата основно става дума за монотеизъм, възкресение, рая и ада. В нея се разказва и за пророка Ибрахим[Коран 6:74 – 80], който, използвайки собствения си интелект, спрял да боготвори небесните тела и се обърнал към Аллах.
Включва версия на Десетте божи заповеди.

## Забележителни аяти
32-ри аят предупреждава срещу хедонизъм:
| “ | 32. Земният живот е само игра и забава. А отвъдният дом е най-доброто за богобоязливите. Нима не проумявате?— превод Цветан Теофанов, I изд. | ” |

59-и аят ни учи, че Аллах е всезнаещ:
| “ | 59. У Него са ключовете на неведомото. Не ги знае никой друг освен Него. Той знае какво е на сушата и в морето; не пада и лист дори, без Той да знае; и няма зрънце в тъмнините на земята, и нито мокро, нито сухо, без да е записано в ясна книга.— превод Цветан Теофанов, I изд. | ” |

В 68-и аят се заповядва да се избягват празни разговори:
| “ | 68. И щом видиш такива, които празнословят за Нашите знамения, отстрани се от тях, докато не се впуснат в друг разговор! И ако те унесе в забрава сатаната, не сядай, щом си спомниш, с хората-угнетители!— превод Цветан Теофанов, I изд. | ” |

73-ти аят ни учи, че Аллах е всемогъщ:
| “ | 73. Той е, Който сътвори небесата и земята с мъдрост; и Деня, когато казва: „Бъди!“  и то става. Неговото Слово е истината. Негово е владението в Деня, когато се протръби с Рога. Той е Знаещия скритото и явното. Той е Премъдрия, Сведущия.— превод Цветан Теофанов, I изд. | ” |